# Façana al carrer Major, 67 (Vallbona d'Anoia)
La Façana al carrer Major, 67 és una obra de Vallbona d'Anoia (Anoia) inclosa a l'Inventari del Patrimoni Arquitectònic de Catalunya.

## Descripció
És l'element extern visiblement més antic, d'aquesta casa que ha estat molt reformada. Aquest tros de mur lateral crida l'atenció per esser molt corbat cap enfora, contrafortat, a la meitat inferior i per haver aprofitat, integrant-la dins l'estructura de la casa, la roca damunt la qual es bastí: aquesta es pot veure amb claredat a la part de la porta lateral(amb dintell de fusta) i les parts properes on serví com a base. L'aparell de pedra tallada és visible als costats de la porta i a l'angle d'unió amb l'altra paret adossada.
La resta de murs es presenta arrebossat.

## Història
A les cases, bastides al mateix carrer major, de cal pons i cal Vallès s'han trobat elements romànics i gòtics formant part de la seva estructura. Per tant, no seria estrany que l'origen d'aquesta casa fos medieval i que aquesta fos una de les poques parts conservades.